# Mond-Neujahr
Mond-Neujahr ist der Jahresbeginn in manchen traditionellen Kalendersystemen Asiens. Neujahr wird dort zu einer bestimmten Mondphase gefeiert, meist am Tag des Neumondes. Der zugrundeliegende Kalender kann auf dem Mondjahr (354 Tage) beruhen oder auf dem Lunisolarjahr (365 Tage, aber mit Schaltmonaten). Auf dem Lunisolarjahr beruhen insbesondere der chinesische Kalender und weitere Zeitrechnungen Ostasiens, die vom chinesischen Kulturkreis beeinflusst wurden (siehe Sinosphäre). Das chinesische (Chunjie), vietnamesische (Tết Nguyên Đán), koreanische (Seollal), tibetische (Losar) und mongolische (Tsagaan Sar) Neujahrsfest fällt 2024 auf den 10. Februar. Das traditionelle Neujahrfest in Korea, Vietnam und China fällt 2025 auf den 29. Januar, während das mongolische auf den 1. März und das tibetische auf den 28. Februar 2025 fällt. Google widmet diesem Anlass regelmäßig ein eigenes Doodle.

## Vom chinesischen Kalender beeinflusste Neujahrsfeste
- Chinesisches Neujahrsfest: Chūnjié, 春節 – es fällt auf einen Neumond zwischen dem 21. Januar und 21. Februar des westlichen Kalenders.[8]
- Koreanisches Neujahrsfest: Seollal, 설날 – der Neujahrstag in Nord- und Südkorea.[9][10]
- Vietnamesisches Neujahrsfest: Tết Nguyên Đán, 節元旦 – der wichtigste vietnamesische Feiertag.[11]
- Japanisches Neujahrsfest: Shōgatsu, 正月 – lunisolar bis zum Jahr 1873.[12]
- Mongolisches Neujahrsfest: Tsagaan Sar, ᠴᠠᠭᠠᠨ ᠰᠠᠷᠠ – der wichtigste Feiertag der mongolischsprachigen Völker, die sich auf den Beginn des neuen Jahres nach dem Mondkalender beziehen.[13]
- Tibetisches Neujahrsfest: Losar, ལོ་གསར – meist ein Neumond später als in China.[14]

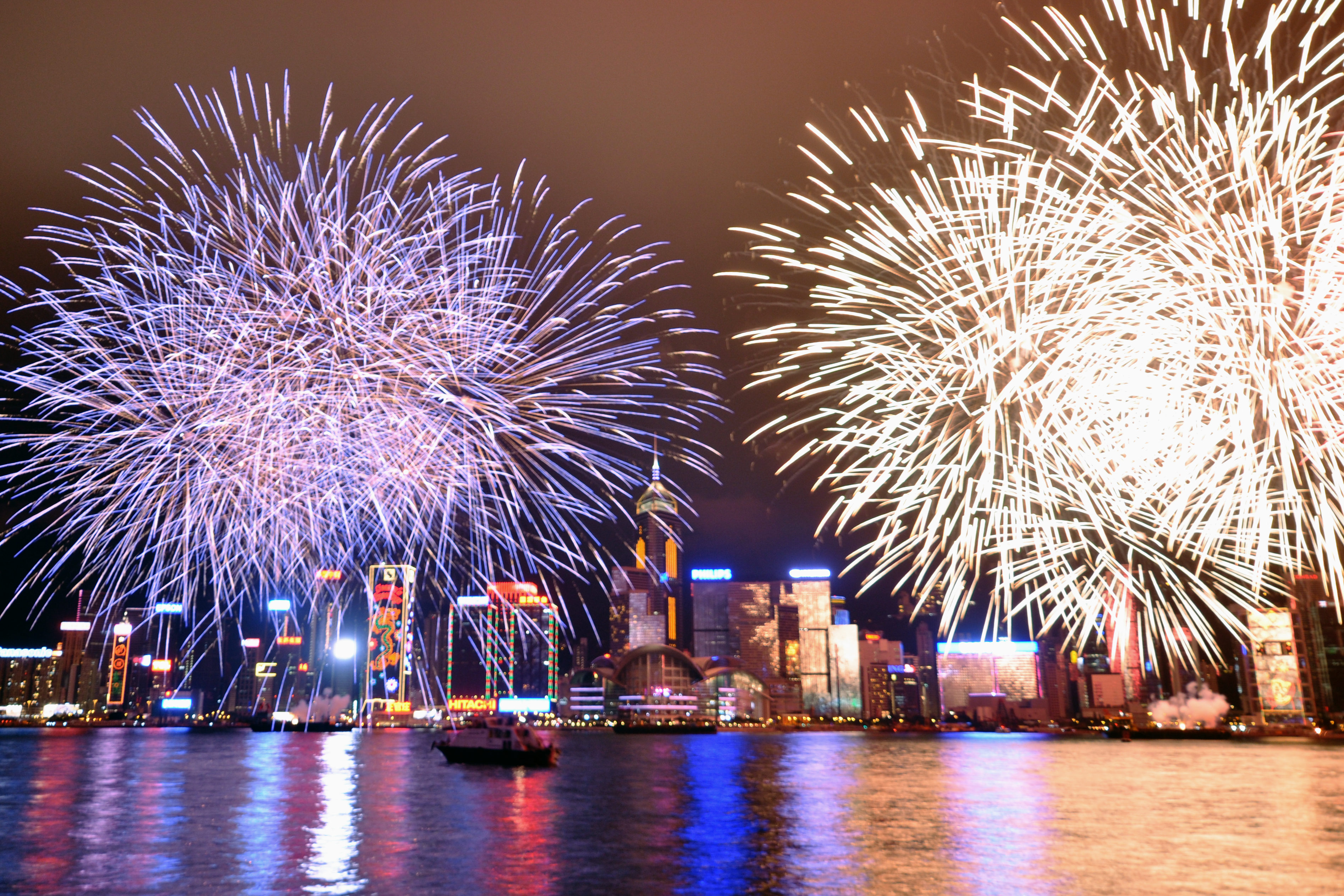
Feuerwerk über dem Victoria Harbour in Hongkong
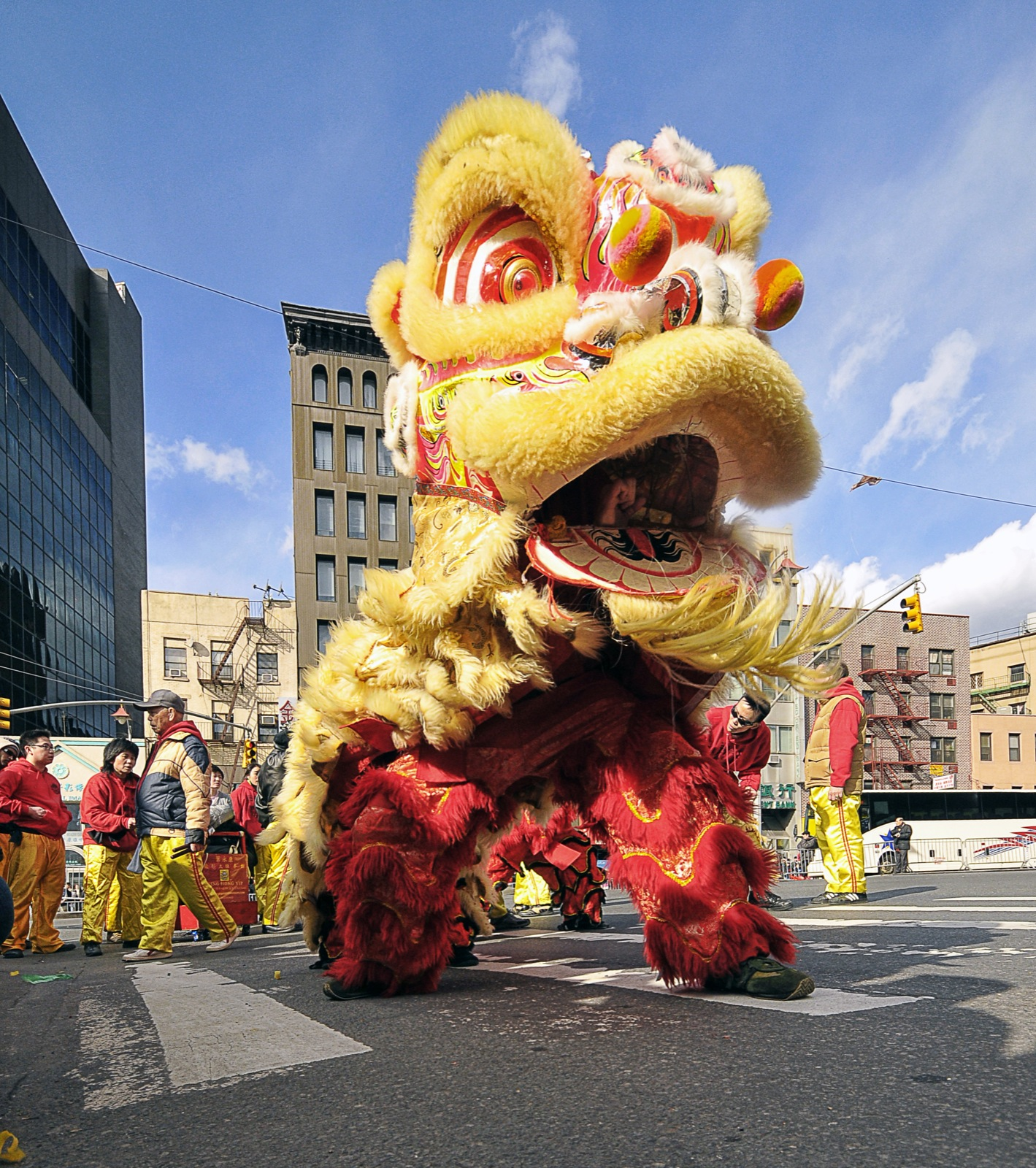
Löwentanz während des chinesischen Neujahrsfests in New York City
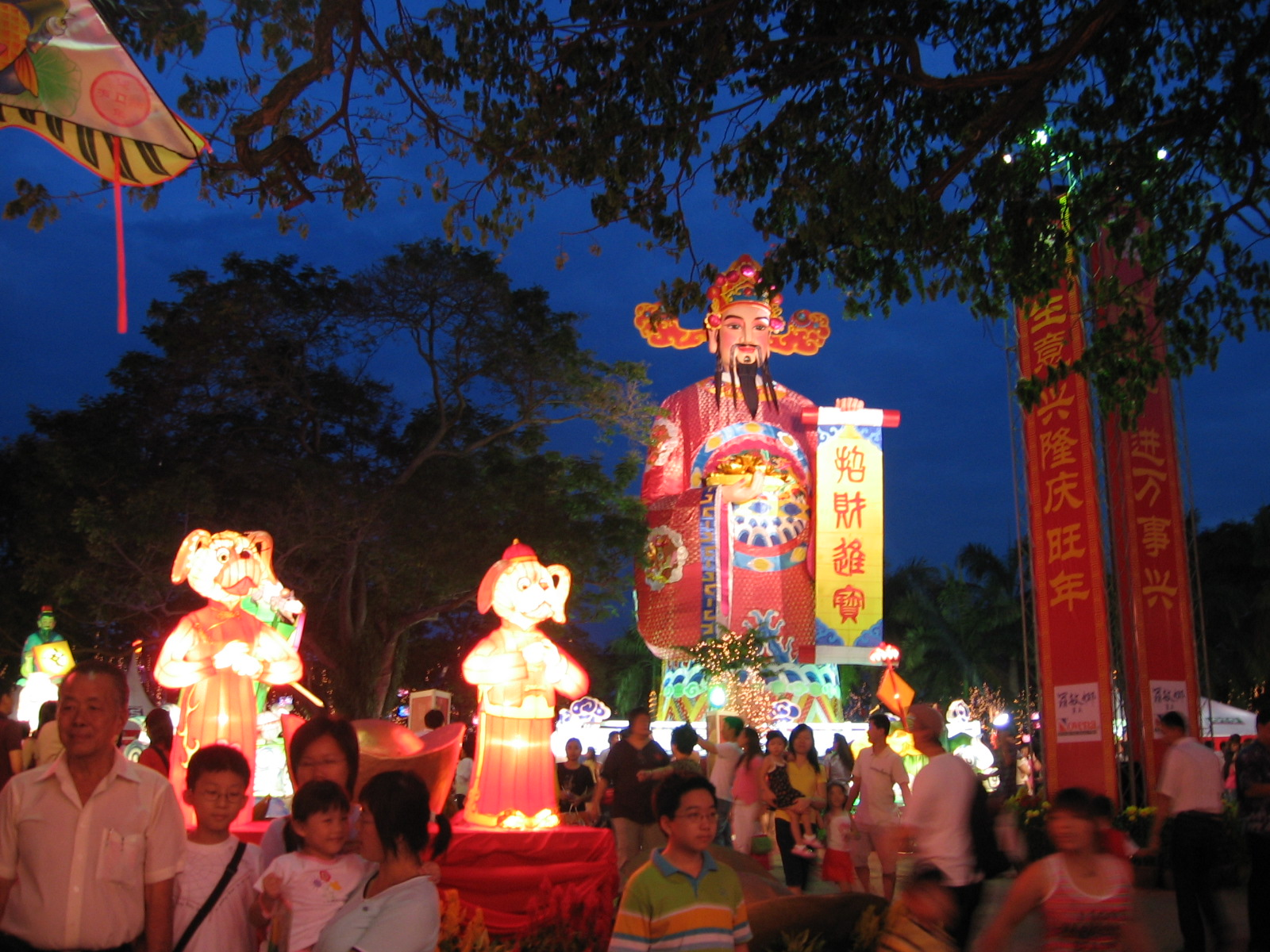
Feierlichkeiten in Singapur
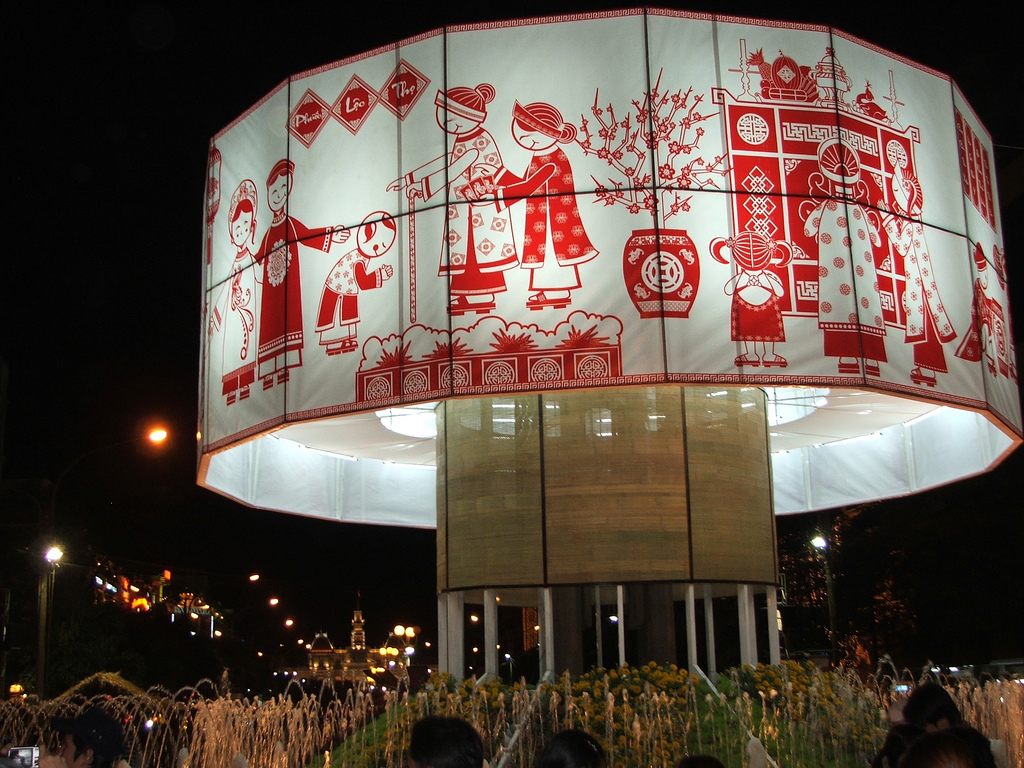
Neujahrsdekoration in Ho-Chi-Minh-Stadt
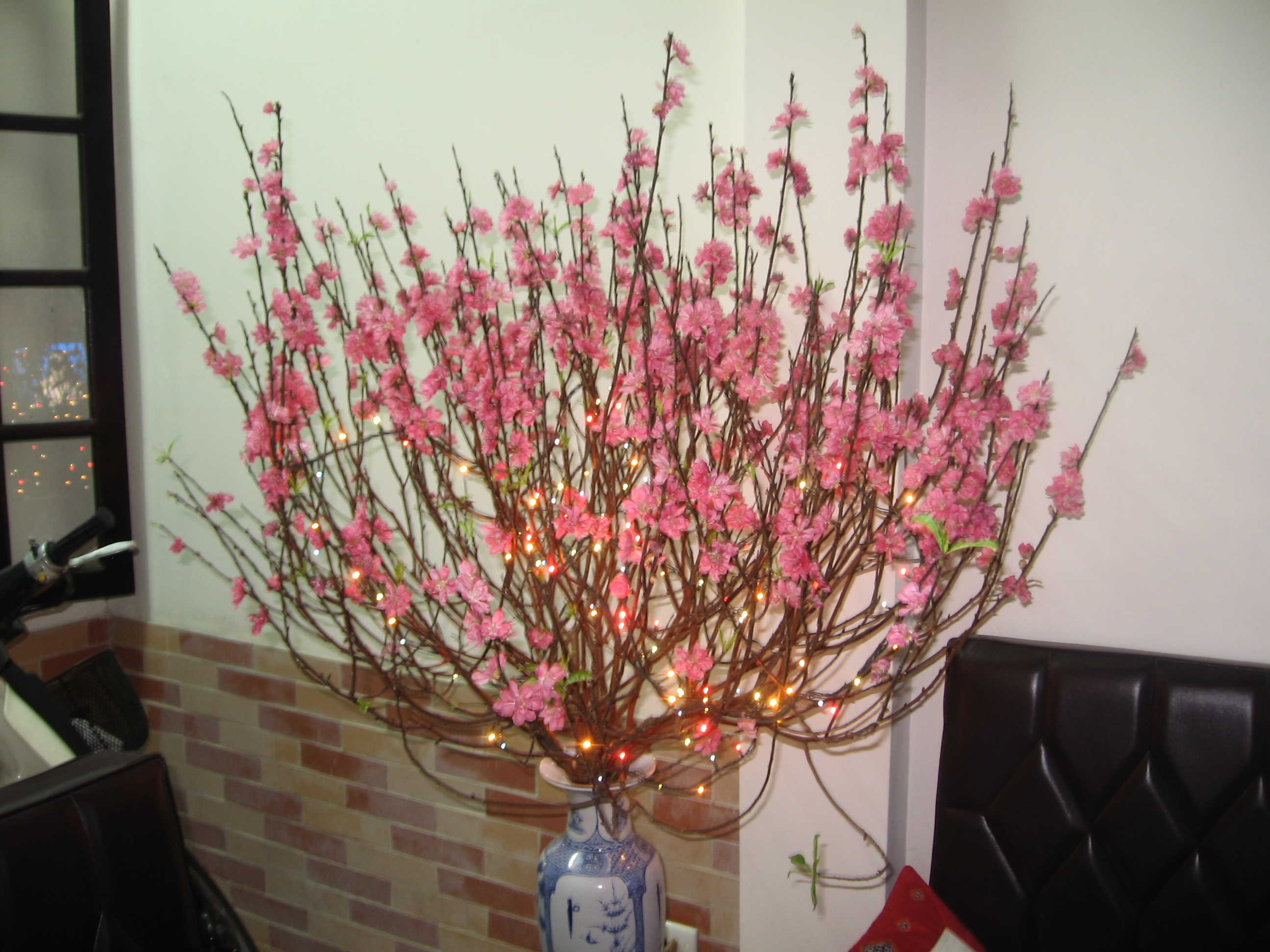
Blühender Pfirsichast Hoa đào zu Tết viet, nordvietnamesische Tradition
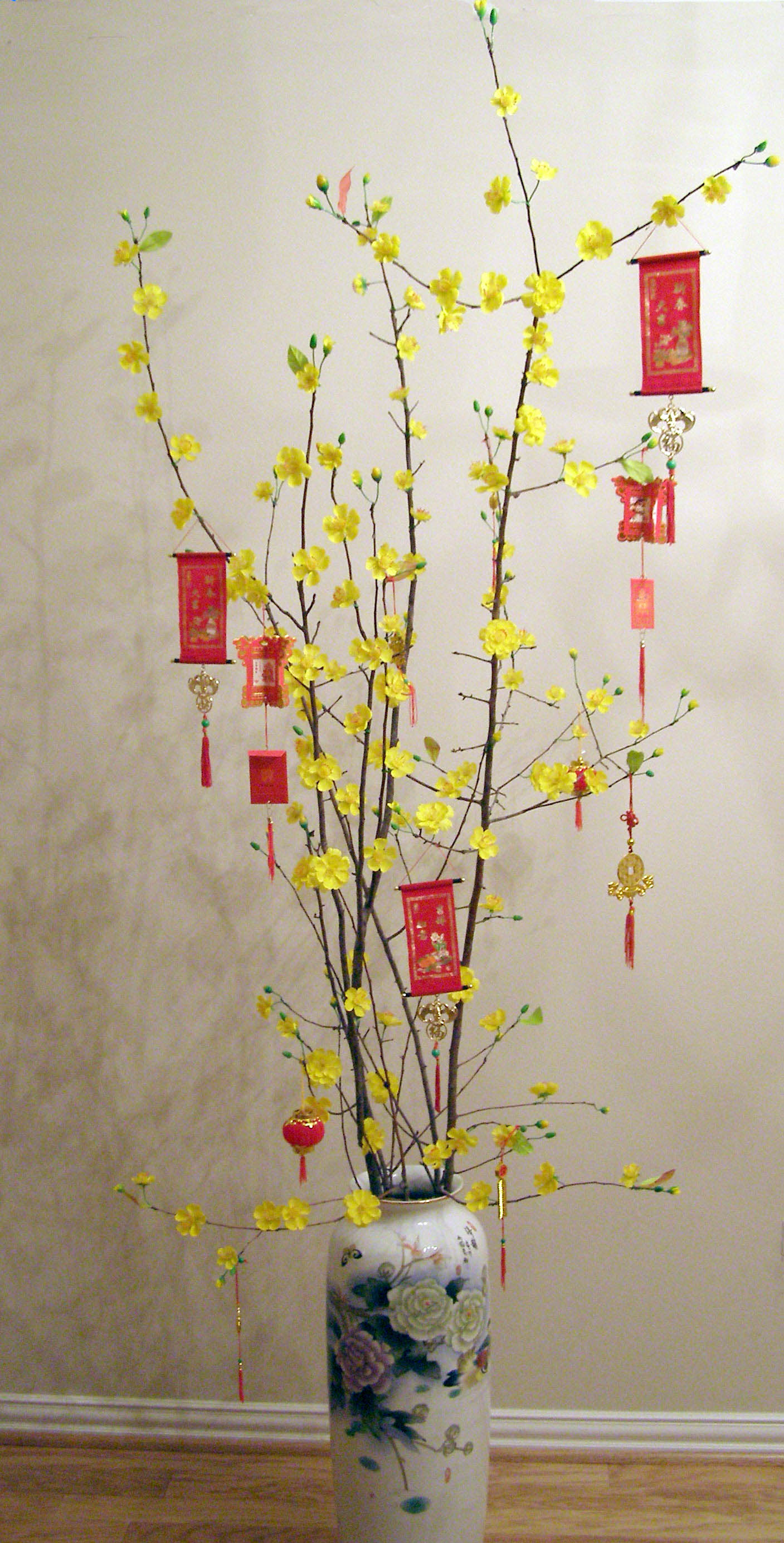
Zu Tết geschmücktes Hoa Mai (Ochna integerrima), südvietnamesische Tradition

## Andere Kulturkreise
In anderen Kulturkreisen wird Neujahr auf unterschiedliche Art festgelegt:
- Balinesisches Neujahrsfest Nyepi – es fällt auf den Tag nach Neumond während der Frühlings-Tag/Nachtgleiche (im März) und beruht auf dem hinduistischen Saka-Kalender
- Islamisches Neujahr – es beruht auf einem reinen Mondkalender und verschiebt sich deshalb jährlich um 10–11 Tage rückwärts durch die Jahreszeiten
- Jüdisches Neujahr (Rosch ha-Schana) – das Fest beginnt bei Sonnenuntergang am 29. Tag des Monats Elul
- Ugadi – ein im indischen Dekkan traditionelles Fest (lunisolar).